# Muskusos
De muskusos (Ovibos moschatus) is een plomp holhoornig hoefdier uit het arctisch gebied. De muskusos behoort tot de Caprinae, waardoor hij ondanks zijn naam nauwer verwant aan geiten, schapen en gemzen is dan aan de runderen. Het is de enige nog levende soort uit het geslacht Ovibos. De nauwst nog levende verwanten zijn de gorals. Hij dankt zijn naam aan de muskusachtige geur van zijn urine, die de muskus over zijn achterste vacht verspreidt.
Na betere studie blijken muskusossen een nauwe verwant te zijn van de antilopen, die zich in de evolutie uitstekend heeft aangepast aan koude omstandigheden, om te overleven in het arctisch klimaat.

## Beschrijving
De muskusos is een plomp dier met een grote kop en een brede snuit. Beide geslachten hebben hoorns. Deze hoorns zijn aan de basis breed en dik, buigen langs de kop naar beneden en aan de punt weer omhoog. De hoorns van mannetjes zijn breder dan die van vrouwtjes.
Ze hebben een erg langharige vacht, bestaande uit haren van zo'n 70 centimeter lang. Deze vacht bedekt de staart en de oren, en hangt 's winters tot op de brede hoeven. De vacht is 's zomers donkerbruin en 's winters zwartbruin. tussen april en juni verliest de muskusos de dikkere wintervacht.
De muskusos weegt 225 tot 400 kilogram. Mannetjes zijn groter dan vrouwtjes. Mannetjes hebben een kop-romplengte van 200 tot 245 centimeter, vrouwtjes tot 190 centimeter. De schofthoogte is bij mannetjes 130 tot 165 centimeter, bij vrouwtjes tot 110 centimeter. De langbehaarde staart is tien tot twaalf centimeter lang.

## Voedsel
Muskusossen zijn dagactieve dieren. Ze leven samen in kuddes van zo'n 20 tot 100 dieren. In de zomer leven ze in harems van ongeveer tien dieren, geleid door een ouder mannetje, in de winter leven ze in gemengde kudden van zo'n vijftig dieren. Tussen de zomer- en wintergebieden kan maximaal zo'n 80 kilometer liggen.
Het dier is een planteneter(herbivoor). Het voedsel bestaat uit korstmossen, twijgen van bosbessen, grassen en zegge in de winter en wilg, dwergberk en verscheidene kruiden in de zomer.
De muskusos wordt maximaal 23 jaar oud. De belangrijkste natuurlijke vijand is de wolf. Bij gevaar vormen de volwassen muskusossen een ondoordringbare kring om de kalveren heen, met de hoorns naar de buitenzijde.

## Verspreiding en leefgebied
De muskusos leeft op de arctische toendra, en komt in gebieden voor waar het zomers niet warmer wordt dan 10 °C. Hun leefgebied strekt zich uit van het noorden van Noord-Amerika en Groenland tot de arctische archipel en het noorden van Rusland, het dier komt na herintroductie in de jaren 1940 ook voor in Noorwegen en sinds 1974 ook weer in Noord-Siberië. Een vijftal dieren uit de Noorse populatie hebben zich in Zweden gevestigd, waar nu zo'n dertig dieren leven.
Er worden twee ondersoorten wetenschappelijk erkend:
- Alaska-muskusos (Ovibos moschatus moschatus, Zimmermann, 1780).[5]
- Groenlandse muskusos (Ovibos moschatus wardi, Lydekker, 1900).[5]

Tijdens de laatste ijstijd kwam de muskusos voor op veel zuidelijker breedtegraden, blijkens vondsten van fossiele resten in Europa tot in het huidige Frankrijk en in Noord-Amerika tot in de huidige staat Ohio.

## Voortplanting
De bronsttijd valt in juli en augustus. In de bronsttijd stoten rivaliserende mannetjes tien tot wel twintig keer met de koppen tegen elkaar. Bij deze gevechten stormen de dieren op elkaar af met zo'n veertig kilometer per uur over een afstand van vijftig meter. Deze kopstoten zijn te horen tot wel 2 km in de omtrek.
Tussen eind april en midden juni worden de kalveren geboren, na een draagtijd van acht à negen maanden. Het vrouwtje krijgt één kalf per worp, slechts zelden twee. Het kalf heeft een krullerige vacht. Mannetjes zijn na vijf jaar geslachtsrijp, vrouwtjes na twee.

## Voortplanting in Nederland
In de dierentuin GaiaPark Kerkrade Zoo, werd op vrijdag 18 mei 2007 voor het eerst in Nederland een muskusos geboren.

## Afbeeldingen

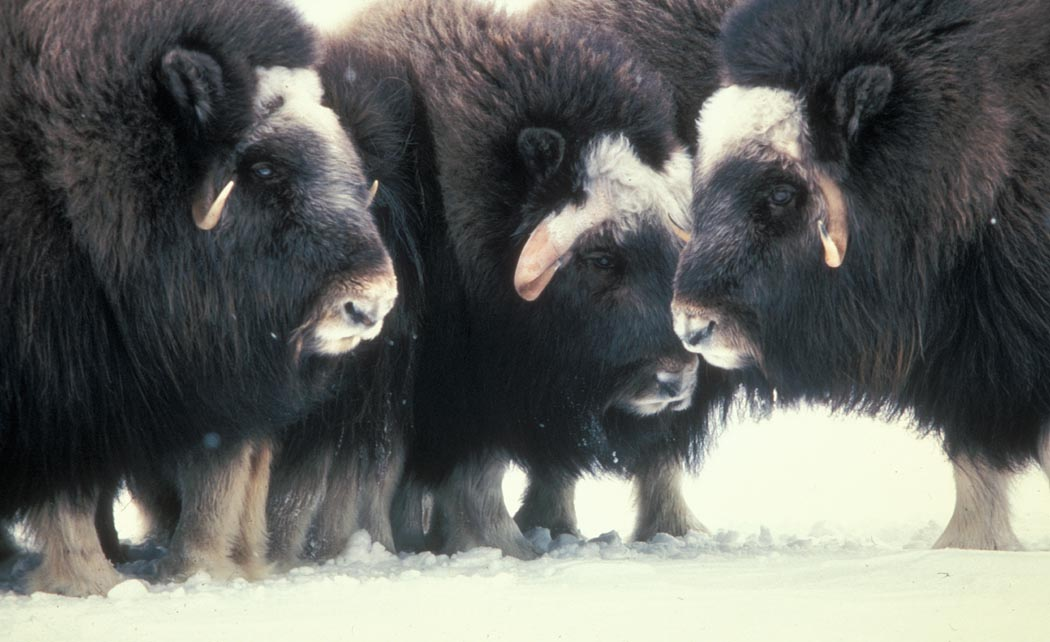
Muskusossen in Yukon Delta National Wildlife Refuge, Alaska
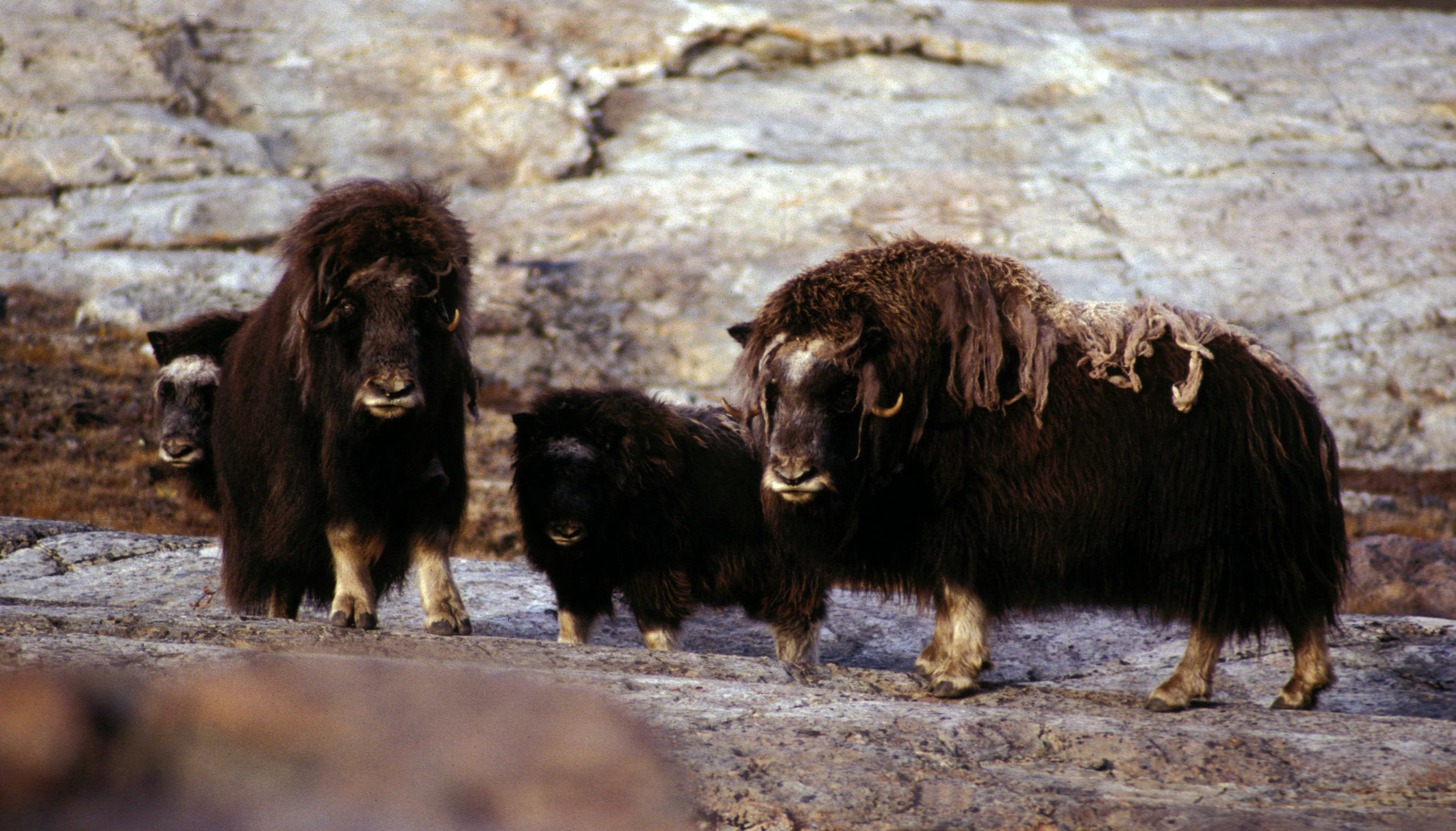
Groenlandse muskusossen in de buurt van het Koning Oscarfjord, Groenland
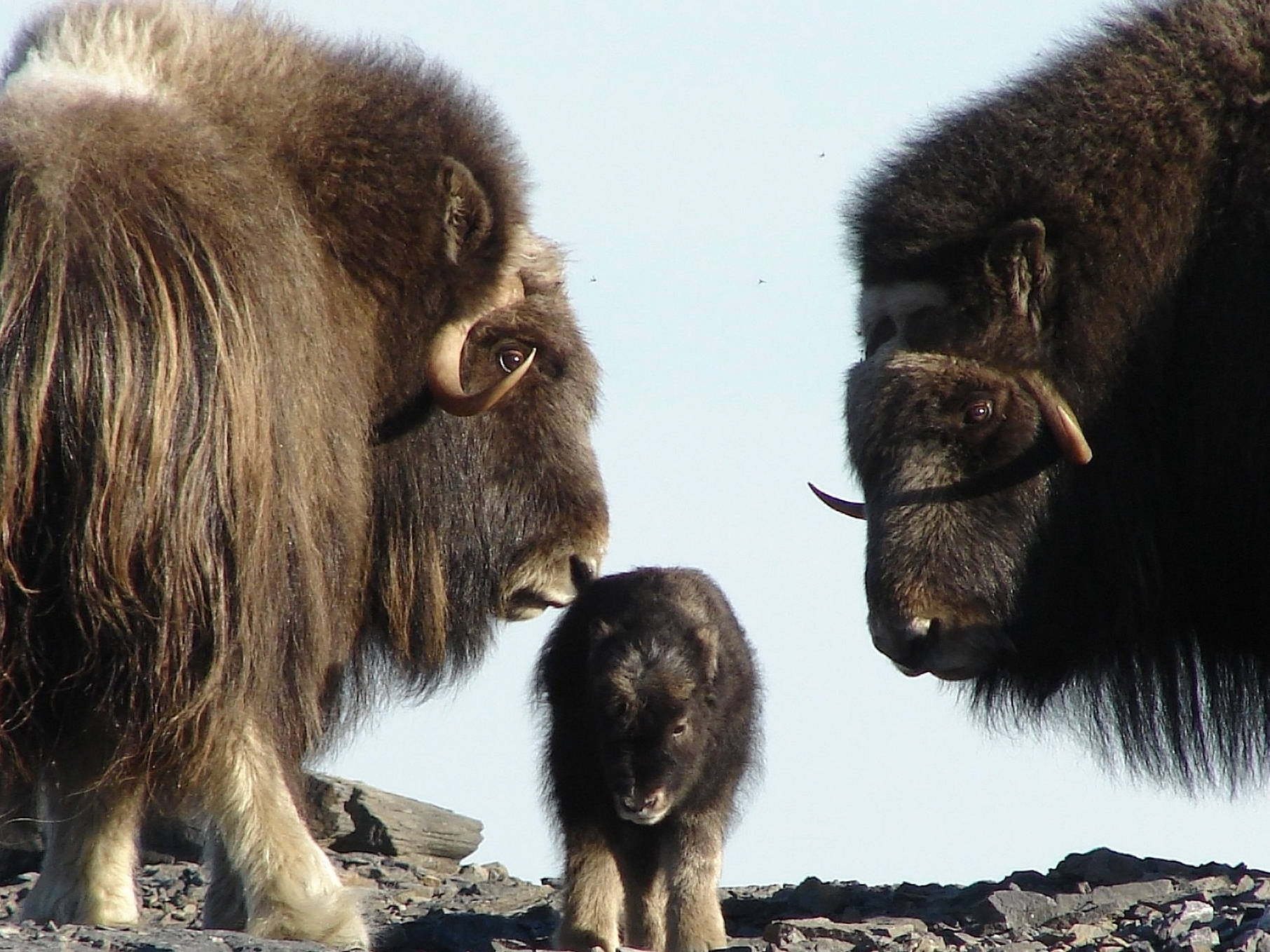
Twee volwassen muskusossen met een kalf in het Bering Land Bridge National Preserve, Alaska